# Protocolo de Contexto de Modelo
El Protocolo de Contexto de Modelo (MCP, por sus siglas en inglés) es un estándar abierto desarrollado por Anthropic que busca estandarizar la forma en que las aplicaciones de inteligencia artificial, especialmente aquellas basadas en modelos de lenguaje grandes (también llamados LLMs) interactúan con fuentes de datos y herramientas externas.

## Objetivo y Funcionalidad
MCP proporciona una interfaz común que permite a las aplicaciones de IA acceder a diversas fuentes de datos y herramientas de manera estandarizada, eliminando la necesidad de integraciones personalizadas para cada combinación de aplicación y fuente de datos. Esta estandarización facilita la interoperabilidad y reduce la complejidad en el desarrollo de soluciones de IA.

## Componentes Principales
Su arquitectura se basa en una estructura cliente-servidor que incluye los siguientes componentes:
- Hosts MCP: Aplicaciones de IA, como clientes de chat o entornos de desarrollo integrados (IDEs), que requieren acceso a datos a través de MCP.
- Clientes MCP: Interfaces que mantienen conexiones individuales con servidores MCP para facilitar la comunicación.
- Servidores MCP: Programas que ofrecen capacidades específicas a través del protocolo estandarizado, exponiendo datos y funcionalidades a los clientes MCP.
- Fuentes de Datos Locales: Bases de datos, archivos y servicios locales que contienen información relevante.
- Servicios Remotos: APIs o servicios externos a los que los servidores MCP pueden conectarse para ampliar sus funcionalidades.

Esta estructura modular permite una integración más sencilla y escalable entre las aplicaciones de IA y diversas fuentes de datos y herramientas.

## Primitivas Fundamentales
MCP se construye alrededor de tres primitivas esenciales que los servidores MCP proporcionan
- Recursos: Objetos de datos que pueden ser referenciados y recuperados, como documentos, imágenes o esquemas de bases de datos.
- Prompts: Plantillas diseñadas para generar interacciones efectivas con el modelo de lenguaje, optimizadas para tareas o dominios específicos.
- Herramientas: Funciones que el modelo de lenguaje puede ejecutar para realizar acciones como consultar una base de datos, llamar a una API o procesar datos.

Estas primitivas facilitan la interacción estructurada y eficiente entre los modelos de lenguaje y las fuentes de datos o herramientas externas.